# マルタの交通
マルタの交通（マルタのこうつう）では、マルタの交通機関について述べる。

## 公共交通機関

### 路線バス
マルタの公共交通機関には路線バスがある。Tallinja（タリンヤ）と呼ばれ、Transport Malta（トランスポートマルタ）によって運行されている。
2022年10月以降、マルタ在住者が所有するタリンヤカードを使用すると特定のバス以外は無料で乗車できる。観光客は観光用のカードを購入するか、現金またはクレジットカードで支払うことができる。
なお、マルタに列車や地下鉄はない。

### フェリー
マルタにはフェリーサービスがいくつかある。
ヴァレッタとスリーマ間・ヴァレッタとスリーシティーズ間を運行するヴァレッタフェリーサービスがある。このフェリーもタリンヤカードが利用すると無料で乗船できる。

### マルタの配車アプリ
通常のタクシーの他に配車アプリとしてBoltとUberがあり、手頃な価格で利用できる。

## 交通渋滞
マルタは特に中心部では交通渋滞が多発する。

## 伝統的なマルタバス
マルタの伝統的なクラシックバスは、2011年まで運行されていた。現在では観光客向けのサービスを提供しておりヴァレッタやセントジュリアン、イムディーナなどから乗車することができる。
以前は、約500台のバスが公共交通機関として運行されていたが、そのほとんどがバス運転手自身による個人所有で、交通当局が定めた統一時刻表に従って運行されていた。1日に運行されるバスの半分が公共交通網に乗り入れ（「路線バス」と呼ばれる）、残りの半分が個人ツアーや学校の送迎に使われていた。